# Giorgio Silfer
Giorgio Silfer (13 septembre 1949 -), pseudonyme de Valerio Ari, est un espérantiste italien et suisse.

## Biographie
Giorgio Silfer nait le 13 septembre 1949 à Milan.
Il apprend l’espéranto en 1965 de manière autodidacte.